# Tanja Kolbe
Tanja Kolbe (n. 7 septembrie 1990 în Berlin) este o patinatoare germană, care în prezent este studentă. Din anul 2003 are la patinaj artistic ca partner  pe Paul Boll și antrenor pe fostul campion național Hendryk Schamberger. În anii 2004 și 2005 a fost antrenată de fosta campionă europeană și mondială, rusoaica, Angelica Krilova. Din 2010 Tanja Kolbe are partener pe italianul Stefano Caruso.

## Palmares
| Competiție                      | 2006-2007 | 2007-2008 | 2008-2009 |
| ------------------------------- | --------- | --------- | --------- |
| Campionatul german              | Argint    |           | Bronz     |
| Trofeul german Nebelhorn        |           | locul 13  |           |
| Memorialul Ondrej Nepela        |           |           | locul 5   |
| Memorialul Pavel Roman          | Aur       | locul 4   |           |
| Campionatul de juniori (Cehia)  | locul 5   |           |           |
| Campionatul de juniori (Olanda) | locul 6   |           |           |

| Competiție                     | 2004-2005  | 2005-2006 |
| ------------------------------ | ---------- | --------- |
| Campionatul mondial de juniori |            | locul 16  |
| Campionatul german             | Bronz      | Aur       |
| Nordic Championships           | Argint     |           |
| Junior Grand Prix, Estonia     |            | locul 8   |
| Junior Grand Prix, Canada      |            | locul 6   |
| Junior Grand Prix, SUA         | locul 8    |           |
| Junior Grand Prix, Germania    | s-a retras |           |